# Kaltenberg (Naturschutzgebiet)

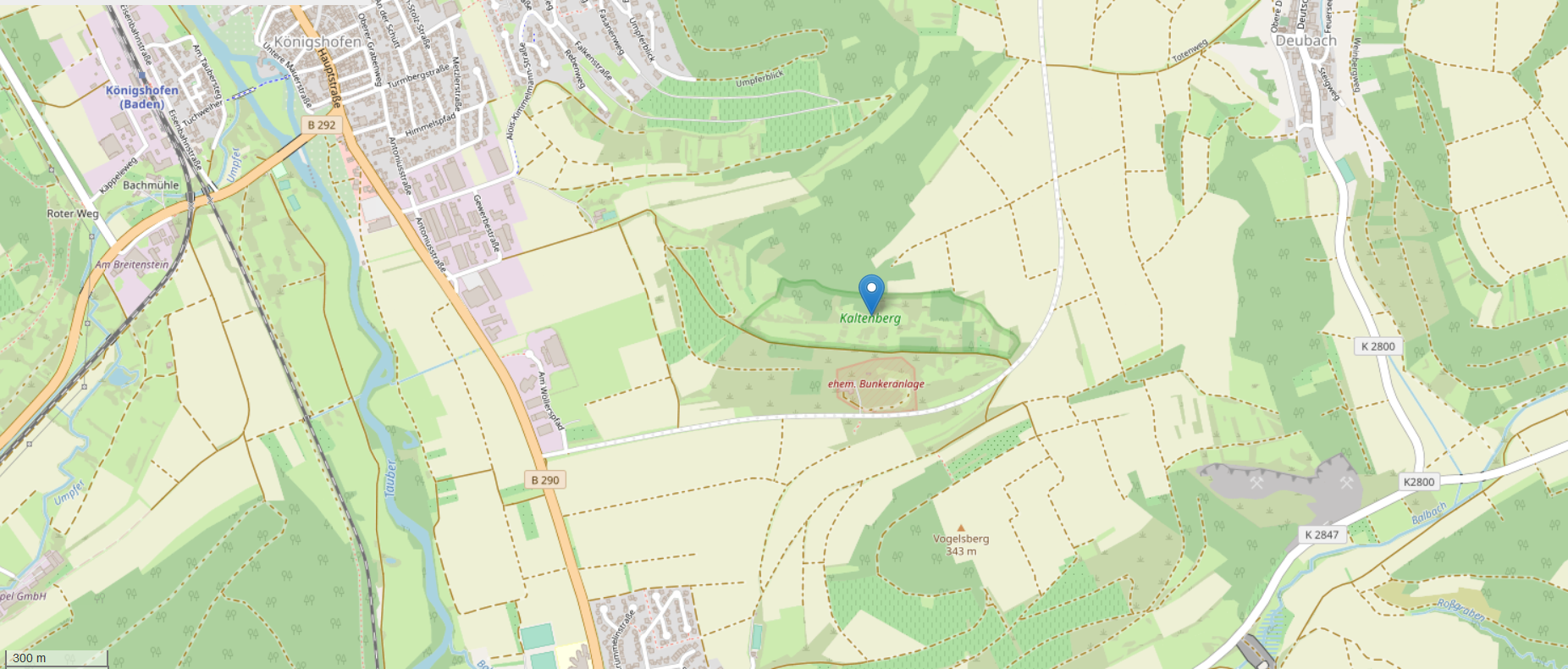
Lage des Gebiets

Kaltenberg ist ein Naturschutzgebiet auf der Gemarkung des Lauda-Königshofener Stadtteils Königshofen im Main-Tauber-Kreis in Baden-Württemberg.

## Geschichte
Durch Verordnung des Regierungspräsidiums Stuttgart über das Naturschutzgebiet Kaltenberg vom 24. September 1982 wurde ein Schutzgebiet mit 13 Hektar ausgewiesen.

## Schutzzweck
„Wesentlicher Schutzzweck ist die Erhaltung eines besonders wertvollen Lebensraums für eine wärme- und trockenheitsliebende Tier- und Pflanzenwelt“ (LUBW).

## Flora und Fauna
Es handelt sich um ein altes, aufgelassenes Rebgelände auf südexponiertem Hang, das einen besonders wertvollen Lebensraum für eine wärme- und trockenheitliebende Pflanzen- und Tierwelt darstellt.